# Initiative populaire « pour une véritable retraite populaire »
L'initiative populaire « pour une véritable retraite populaire  » est une initiative populaire fédérale suisse, rejetée par le peuple et les cantons le 3 décembre 1972. Le projet direct a été accepté

## Contenu
L'initiative demande modifier l'article 34quater de la Constitution fédérale pour fixer le principe de l'Assurance-vieillesse et survivants (AVS) et de l'Assurance-invalidité (AI), alors uniquement décrites dans les lois correspondantes, et les rendre obligatoires pour l'ensemble de la population. Elle fixe également des montants minimum pour les pensions et précise que « les personnes physiques et morales bénéficiant d'une situation économiquement privilégiée seront appelées à participer au financement » de ces assurances.
Le texte complet de l'initiative peut être consulté sur le site de la Chancellerie fédérale.

## Déroulement

### Contexte historique
Le 6 décembre 1925, le peuple approuve la création d'un article constitutionnel 34quater créant l'AVS et l'AI. Un premier projet de loi sur le sujet est refusé en votation en 1931 et ce n'est qu'après la fin de la Seconde Guerre mondiale qu'un nouveau projet de loi sur l'assurance-vieillesse et survivants (LAVS) est accepté le 6 juillet 1947 ; la loi sur l'assurance-invalidité (LAI), quant à elle, entre en vigueur le 1er janvier 1960. Ces lois, et en particulier celle sur l'AVS, sont alors modifiées à plusieurs reprises : la septième révision de l'AVS entre en effet en vigueur le 1er janvier 1969.
Cette révision, acceptée par le Parlement sans référendum, est cependant la cible de plusieurs initiatives populaires : la première, « en faveur d'une amélioration de l'assurance-vieillesse et survivants et de l'assurance-invalidité », est retirée à la suite d'un contre-projet indirect le 21 octobre 1968. La seconde est cette initiative présentée par le Parti suisse du Travail, la troisième et la quatrième, respectivement déposées par le Parti socialiste suisse le 18 mars 1970 et par un comité ad-hoc lé 13 avril 1970 s'intitulent « pour la création de pensions populaires » et « Régime moderne de prévoyance vieillesse, survivants et invalidité »
Comme le précise la loi, dans le cas où plusieurs initiatives populaires sont déposées sur la même question constitutionnelle, celle déposée la première, à savoir cette initiative, doit être traitée en premier par l'Assemblée fédérale. Les autres initiatives le sont dans l'ordre où elles ont été déposées, mais chaque fois dans le délai d'une année à partir de la votation populaire sur la dernière initiative traitée. Rien n'empêche cependant l'Assemblée fédérale, si elle désire opposer un contre-projet à l'une des initiatives, de prendre en compte les autres initiatives encore en attente.

### Récolte des signatures et dépôt de l'initiative
La récolte des 50 000 signatures nécessaires a débuté le 15 mars 1969. Le 2 décembre de la même année, l'initiative a été déposée à la chancellerie fédérale qui l'a déclarée valide le 14 janvier 1970.

### Discussions et recommandations des autorités
Le parlement et le Conseil fédéral recommandent tous deux le rejet de cette initiative. Dans son message adressé à l'assemblée, le Conseil fédéral reconnait une nécessiter de réformer l'article constitutionnel tout en affirmant que la plupart des demandes adressées dans l'initiative peuvent être obtenues par la voie légale, sans passer par une modification constitutionnelle.
Le gouvernement mandate une commission réunissant tous les partenaires sociaux concerner pour travailler sur une proposition de contre-projet direct ancrant dans la Constitution le principe des « trois piliers » de la prévoyance sociale, institués peu de temps auparavant, lors de la 6e révision de l'AVS. Ce contre-projet est accepté par le Parlement qui le propose simultanément à la votation.

### Votation
Soumise à la votation le 3 décembre 1972, l'initiative est refusée par la totalité des 19 6/2 cantons et 78,6 % des suffrages exprimés. Le tableau ci-dessous détaille les résultats par cantons :
Le contre-projet du gouvernement est, quant à lui, approuvé par la totalité des 19 6/2 cantons et 74 % des suffrages exprimés. Le tableau ci-dessous détaille les résultats par cantons pour ce contre-projet :

## Effets
Les travaux de la commission en vue de présenter un contre-projet avaient largement inclus des éléments venant des deux initiatives sur le sujet encore en suspens. Ainsi, les deux comités annoncent leur décision de retirer leurs initiatives respectivement le 22 février 1974 FF 1974 I 593 pour le Parti socialiste et le 12 août 1974 pour le « comité interpartis pour une prévoyance vieillesse moderne ».
Dans les nombreuses révisions de l'AVS qui suivront, le principe des trois piliers, inscrits dans la constitution à la suite de cette votation, ne sera plus remis en cause.